# Crkva Bezgrješnog Srca Marijina u Vinkovcima
Crkva Bezgrješnog Srca Marijina je župna crkva u Vinkovcima. Površine je 748 m2.

## Povijest
Izgradnja je trajala od 1973. do 1975.
Za vrijeme Domovinskog rata crkva je bila oštećena granatama, ali je kasnije obnovljena.